# Association Sportive de Saint-Étienne Loire 2018-2019
Questa voce raccoglie le informazioni riguardanti l'Association Sportive de Saint-Étienne Loire nelle competizioni ufficiali della stagione 2018-2019.

## Maglie e sponsor
Lo sponsor tecnico per la stagione 2018-2019 è Le Coq Sportif.
| Casa | Trasferta | Terza maglia |

## Rosa
| N. |                    | Ruolo | Calciatore                       |
| -- | ------------------ | ----- | -------------------------------- |
| 1  | Francia (bandiera) | P     | Théo Vermot                      |
| 3  | Francia (bandiera) | D     | Pierre-Yves Polomat              |
| 4  | Francia (bandiera) | D     | William Saliba                   |
| 5  | Francia (bandiera) | D     | Timothée Kolodziejczak           |
| 6  | Francia (bandiera) | C     | Yann M'Vila                      |
| 7  | Francia (bandiera) | A     | Rémy Cabella                     |
| 8  | Francia (bandiera) | C     | Mahdi Camara                     |
| 9  | Francia (bandiera) | A     | Loïs Diony                       |
| 10 | Tunisia (bandiera) | A     | Wahbi Khazri                     |
| 11 | Brasile (bandiera) | D     | Gabriel Silva                    |
| 12 | Senegal (bandiera) | D     | Cheikh M'Bengue                  |
| 13 | Senegal (bandiera) | A     | Makhtar Gueye                    |
| 16 | Francia (bandiera) | P     | Stéphane Ruffier (vice capitano) |

| N. |                     | Ruolo | Calciatore             |
| -- | ------------------- | ----- | ---------------------- |
| 17 | Norvegia (bandiera) | C     | Ole Kristian Selnæs    |
| 18 | Francia (bandiera)  | A     | Arnaud Nordin          |
| 19 | Francia (bandiera)  | A     | Yannis Salibur         |
| 21 | Francia (bandiera)  | A     | Romain Hamouma         |
| 22 | Francia (bandiera)  | C     | Kévin Monnet-Paquet    |
| 24 | Francia (bandiera)  | D     | Loïc Perrin (capitano) |
| 25 | Senegal (bandiera)  | C     | Assane Dioussé         |
| 26 | Francia (bandiera)  | D     | Mathieu Debuchy        |
| 27 | Slovenia (bandiera) | A     | Robert Berić           |
| 28 | Serbia (bandiera)   | D     | Neven Subotić          |
| 30 | Francia (bandiera)  | P     | Jessy Moulin           |
| 33 | Francia (bandiera)  | D     | Mickaël Panos          |
| 50 | Francia (bandiera)  | P     | Stefan Bajic           |

## Risultati

### Ligue 1

#### Girone d'andata
| Arbitro: | Delerue |

|                      |           |                   |
| Khazri 45’ Diony 80’ | Marcatori | 56’ (rig.) Thuram |

| Arbitro: | Millot |

|               |           |           |
| Gonçalves 55’ | Marcatori | 88’ Gueye |

| Montpellier 25 agosto 2018, ore 20:00 CEST 3ª giornata | Montpellier | 0 – 0 referto | Saint-Étienne | Stade de la Mosson (14.777 spett.)\| Arbitro: \| Brisard \| |
| Arbitro:                                               | Brisard     |               |               |                                                             |

| Saint-Étienne 2 settembre 2018, ore 15:00 CEST 4ª giornata | Saint-Étienne | 0 – 0 referto | Amiens | Stade Geoffroy-Guichard (30.146 spett.)\| Arbitro: \| Léonard \| |
| Arbitro:                                                   | Léonard       |               |        |                                                                  |

| Arbitro: | Schneider |

|                                                      |           |  |
| Draxler 23’ Cavani 51’ (rig.) Di María 76’ Diaby 84’ | Marcatori |  |

| Arbitro: | Buquet |

|                                     |           |          |
| Khazri 48’ (rig.) Kolodziejczak 65’ | Marcatori | 31’ Fajr |

| Arbitro: | Delerue |

|                       |           |                                   |
| Gradel 63’ Durmaz 78’ | Marcatori | 23’ Diony 66’ Cabella 75’ Salibur |

| Arbitro: | Brisard |

|                 |           |  |
| Khazri 41’, 54’ | Marcatori |  |

| Arbitro: | Miguelgorry |

|                         |           |                    |
| Bamba 17’, 46’ Pépé 85’ | Marcatori | 26’ (rig.) Cabella |

| Arbitro: | Turpin |

|                  |           |                |
| Khazri 4’ (rig.) | Marcatori | 4’ (rig.) Sarr |

| Arbitro: | Letexier |

|            |           |            |
| Alioui 74’ | Marcatori | 1’ Cabella |

| Arbitro: | Léonard |

|                                                        |           |                                     |
| Diony 26’ Debuchy 45+1’ Manceau 73’ (aut.) Hamouma 89’ | Marcatori | 24’ Pavlović 45+4’ Tait 71’ Bahoken |

| Arbitro: | Batta |

|                       |           |  |
| Debuchy 1’ Khazri 39’ | Marcatori |  |

| Arbitro: | Gautier |

|             |           |  |
| Denayer 62’ | Marcatori |  |

| Arbitro: | Brisard |

|                                        |           |  |
| Berić 72’ Khazri 84’ Kolodziejczak 90’ | Marcatori |  |

| Arbitro: | Turpin |

|                                        |           |                      |
| Briand 22’ Kamano 57’ (rig.) Pablo 90’ | Marcatori | 16’ Diony 67’ Khazri |

| Arbitro: | Gautier |

|                        |           |               |
| Khazri 59’ (rig.), 88’ | Marcatori | 16’ Strootman |

| Arbitro: | Leonard |

|                    |           |           |
| Cyprien 81’ (rig.) | Marcatori | 54’ Diony |

| Arbitro: | Wattellier |

|                                        |           |  |
| Monnet-Paquet 43’ Khazri 64’ Berić 83’ | Marcatori |  |

#### Girone di ritorno
| Arbitro: | Abed |

|  |           |            |
|  | Marcatori | 54’ Khazri |

| Arbitro: | Wattellier |

|             |           |                                |
| Hamouma 21’ | Marcatori | 65’ (rig.) Fekir 90+5’ Dembélé |

| Arbitro: | Schneider |

|           |           |             |
| Waris 70’ | Marcatori | 58’ Cabella |

| Arbitro: | Wattellier |

|                     |           |              |
| Berić 4’ Perrin 27’ | Marcatori | 73’ da Costa |

| Arbitro: | Hamel |

|                                           |           |  |
| Niang 21’ Ben Arfa 87’ (rig.) Hunou 90+1’ | Marcatori |  |

| Arbitro: | Bastien |

|  |           |            |
|  | Marcatori | 73’ Mbappé |

| Arbitro: | Abed |

|  |           |             |
|  | Marcatori | 64’ Subotić |

| Arbitro: | Turpin |

|                                  |           |  |
| Balotelli 12’ Thauvin 21’ (rig.) | Marcatori |  |

| Arbitro: | Lesage |

|  |           |          |
|  | Marcatori | 87’ Pépé |

| Arbitro: | Batta |

|  |           |                                                        |
|  | Marcatori | 4’ Hamouma 20’ Berić 30’ Nordin 85’ Ghezali 90+1’ Vada |

| Arbitro: | Abed |

|                       |           |             |
| Cabella 24’ Berić 79’ | Marcatori | 2’ Bobichon |

| Arbitro: | Wattellier |

|                 |           |                                 |
| Konaté 24’, 61’ | Marcatori | 16’ Kolodziejczak 90+5’ Cabella |

| Arbitro: | Buquet |

|                                    |           |  |
| Khazri 56’ (rig.) Debuchy 74’, 90’ | Marcatori |  |

| Arbitro: | Delerue |

|  |           |                               |
|  | Marcatori | 25’ Cabella 51’ (aut.) Engels |

| Arbitro: | Stinat |

|               |           |  |
| Berić 2’, 10’ | Marcatori |  |

| Arbitro: | Millot |

|                            |           |                                               |
| Martins 18’ Vinícius 90+2’ | Marcatori | 59’ (aut.) Ballo-Touré 71’ Cabella 80’ Nordin |

| Arbitro: | Bastien |

|  |           |             |
|  | Marcatori | 64’ Laborde |

| Arbitro: | Gautier |

|                            |           |  |
| Berić 26’, 65’ Hamouma 81’ | Marcatori |  |

| Arbitro: | Hamel |

|                   |           |            |
| Moulin 70’ (aut.) | Marcatori | 64’ Nordin |

### Coupe de France

#### Fase a eliminazione diretta
| Arbitro: | Frappart |

|  |           |                                                                 |
|  | Marcatori | 3’, 85’ Cabella 8’ Perrin 46’ Khazri 56’ Diony 83’ Rocha Santos |

| Arbitro: | Letexier |

|                                       |           |                                                              |
| Diony 14’ Berič 60’ Monnet-Paquet 65’ | Marcatori | 11’, 28’, 51’ (rig.) Sliti 47’ Keita 53’ Tavares 90+3’ Marié |

### Coupe de la Ligue

#### Fase a eliminazione diretta
| Arbitro: | Lesage |

|                                        |                      |                               |
| Bouanga 90’                            | Marcatori            | 81’ Berić                     |
| Savanier Bobichon Bouanga Alioui Bozok | Tiri di rigore 4 – 2 | Khazri M'Vila Salibur Polomat |

## Statistiche

### Statistiche di squadra
| Competizione      | Punti | In casa | In casa | In casa | In casa | In casa | In casa | In trasferta | In trasferta | In trasferta | In trasferta | In trasferta | In trasferta | Totale | Totale | Totale | Totale | Totale | Totale | DR  |
| Competizione      | Punti | G       | V       | N       | P       | Gf      | Gs      | G            | V            | N            | P            | Gf           | Gs           | G      | V      | N      | P      | Gf     | Gs     | DR  |
| ----------------- | ----- | ------- | ------- | ------- | ------- | ------- | ------- | ------------ | ------------ | ------------ | ------------ | ------------ | ------------ | ------ | ------ | ------ | ------ | ------ | ------ | --- |
| Ligue 1           | 66    | 19      | 13      | 2       | 4       | 34      | 14      | 19           | 6            | 7            | 6            | 25           | 27           | 38     | 19     | 9      | 10     | 59     | 41     | +18 |
| Coupe de France   | -     | 1       | 0       | 0       | 1       | 3       | 6       | 1            | 1            | 0            | 0            | 6            | 0            | 2      | 1      | 0      | 1      | 9      | 6      | +3  |
| Coupe de la Ligue | -     | -       | -       | -       | -       | -       | -       | 1            | 0            | 1            | 0            | 1            | 1            | 1      | 0      | 1      | 0      | 1      | 1      | 0   |
| Totale            | -     | 20      | 13      | 2       | 5       | 37      | 20      | 21           | 7            | 8            | 6            | 32           | 28           | 41     | 20     | 10     | 11     | 69     | 48     | +21 |

### Andamento in campionato
| Giornata  | 1 | 2 | 3 | 4 | 5  | 6 | 7 | 8 | 9 | 10 | 11 | 12 | 13 | 14 | 15 | 16 | 17 | 18 | 19 | 20 | 21 | 22 | 23 | 24 | 25 | 26 | 27 | 28 | 29 | 30 | 31 | 32 | 33 | 34 | 35 | 36 | 37 | 38 |
| --------- | - | - | - | - | -- | - | - | - | - | -- | -- | -- | -- | -- | -- | -- | -- | -- | -- | -- | -- | -- | -- | -- | -- | -- | -- | -- | -- | -- | -- | -- | -- | -- | -- | -- | -- | -- |
| Luogo     | C | T | T | C | T  | C | T | C | T | C  | T  | C  | C  | T  | C  | T  | C  | T  | C  | T  | C  | T  | C  | T  | C  | T  | T  | C  | T  | C  | T  | C  | T  | C  | T  | C  | C  | T  |
| Risultato | V | N | N | N | P  | V | V | V | P | N  | N  | V  | V  | P  | V  | P  | V  | N  | V  | V  | P  | N  | V  | P  | P  | V  | P  | P  | V  | V  | N  | V  | V  | V  | V  | P  | V  | N  |
| Posizione | 9 | 8 | 8 | 9 | 14 | 8 | 6 | 4 | 5 | 6  | 6  | 5  | 5  | 6  | 6  | 6  | 6  | 5  | 5  | 4  | 4  | 4  | 4  | 6  | 5  | 4  | 5  | 6  | 5  | 4  | 4  | 4  | 4  | 4  | 4  | 4  | 4  | 4  |

Fonte:  Classements, su lfp.fr, LFP.
Legenda:

Luogo: C = Casa; T = Trasferta. Risultato: V = Vittoria; N = Pareggio; P = Sconfitta.